# Amtsgericht Lauterbach
Das Amtsgericht Lauterbach war von 1879 bis 2005 ein Amtsgericht mit Sitz in Lauterbach (Hessen). Als Zweigstelle bestand es bis 2012 fort.

## Gründung
Am 1. Oktober 1879 wurde das Amtsgericht Lauterbach gegründet. Anlass war das Gerichtsverfassungsgesetz von 1877, das die Gerichtsverfassung im Deutschen Reich vereinheitlichte und nun auch im Großherzogtum Hessen umgesetzt wurde. Funktional ersetzte es das gleichzeitig aufgelöste Landgericht Lauterbach. Das neue Amtsgericht wurde dem Bezirk des ebenfalls neu errichteten Landgerichts Gießen zugeordnet.

## Bezirk
| Gemeinde                 | Herkunft                     | Zugang | Abgang | Verbleib            |
| ------------------------ | ---------------------------- | ------ | ------ | ------------------- |
| Allmenrod                | Landgericht Lauterbach       | 1879   |        |                     |
| Altenschlirf             | Amtsgericht Herbstein        | 1957   |        |                     |
| Angersbach               | Landgericht Lauterbach       | 1879   |        |                     |
| Bannerod                 | Amtsgerichtsbezirk Herbstein | 1957   |        |                     |
| Bermuthshain             | Amtsgerichtsbezirk Herbstein | 1957   |        |                     |
| Bernshausen              | Amtsgericht Schlitz          | 1957   |        |                     |
| Blitzenrod               | Landgericht Lauterbach       | 1879   |        |                     |
| Bobenhausen II           | Amtsgericht Alsfeld          | 1973   |        |                     |
| Crainfeld                | Amtsgerichtsbezirk Herbstein | 1957   |        |                     |
| Dirlammen                | Landgericht Lauterbach       | 1879   |        |                     |
| Eichelhain               | Amtsgerichtsbezirk Herbstein | 1957   |        |                     |
| Eichenrod                | Amtsgerichtsbezirk Herbstein | 1957   |        |                     |
| Schloss Eisenbach        |                              | 1879   |        |                     |
| Engelrod                 | Amtsgerichtsbezirk Herbstein | 1957   |        |                     |
| Feldkrücken              | Amtsgericht Schotten         | 1968   |        |                     |
| Fleschenbach             | Amtsgerichtsbezirk Herbstein | 1957   |        |                     |
| Fraurombach              | Amtsgericht Schlitz          | 1957   |        |                     |
| Freiensteinau            | Amtsgerichtsbezirk Herbstein | 1957   |        |                     |
| Frischborn               | Landgericht Lauterbach       | 1879   |        |                     |
| Grebenhain               | Amtsgerichtsbezirk Herbstein | 1957   |        |                     |
| Gunzenau                 | Amtsgerichtsbezirk Herbstein | 1957   |        |                     |
| Hartershausen            | Amtsgericht Schlitz          | 1957   |        |                     |
| Hartmannshain            | Amtsgerichtsbezirk Herbstein | 1957   |        |                     |
| Heblos                   | Landgericht Lauterbach       | 1879   |        |                     |
| Heisters                 | Amtsgerichtsbezirk Herbstein | 1957   |        |                     |
| Helpershain              | Amtsgericht Alsfeld          | 1973   |        |                     |
| Hemmen                   | Amtsgericht Schlitz          | 1957   |        |                     |
| Herbstein                | Amtsgerichtsbezirk Herbstein | 1957   |        |                     |
| Herchenhain              | Amtsgerichtsbezirk Herbstein | 1957   |        |                     |
| Hörgenau                 | Amtsgerichtsbezirk Herbstein | 1957   |        |                     |
| Holzmühl                 | Amtsgerichtsbezirk Herbstein | 1957   |        |                     |
| Hopfmannsfeld            | Amtsgerichtsbezirk Herbstein | 1957   |        |                     |
| Hutzdorf, Nieder-Stoll   | Amtsgericht Schlitz          | 1957   |        |                     |
| Ilbeshausen              | Amtsgerichtsbezirk Herbstein | 1957   |        |                     |
| Kölzenhain               | Amtsgericht Schotten         | 1968   |        |                     |
| Landenhausen             | Landgericht Lauterbach       | 1879   |        |                     |
| Lanzenhain               | Amtsgerichtsbezirk Herbstein | 1957   |        |                     |
| Lauterbach               | Landgericht Lauterbach       | 1879   |        |                     |
| Maar                     | Landgericht Lauterbach       | 1879   |        |                     |
| Meiches                  | Amtsgericht Schotten         | 1968   |        |                     |
| Metzlos                  | Amtsgerichtsbezirk Herbstein | 1957   |        |                     |
| Metzlos-Gehaag           | Amtsgerichtsbezirk Herbstein | 1957   |        |                     |
| Nieder-Moos              | Amtsgerichtsbezirk Herbstein | 1957   |        |                     |
| Nösberts-Weidmoos        | Amtsgerichtsbezirk Herbstein | 1957   |        |                     |
| Ober-Moos                | Amtsgerichtsbezirk Herbstein | 1957   |        |                     |
| Ober-Seibertenrod        | Amtsgericht Alsfeld          | 1973   |        |                     |
| Ober-Wegfurth            | Amtsgericht Schlitz          | 1957   |        |                     |
| Pfordt                   | Amtsgericht Schlitz          | 1957   |        |                     |
| Queck                    | Amtsgericht Schlitz          | 1957   |        |                     |
| Radmühl                  | Amtsgerichtsbezirk Herbstein | 1957   |        |                     |
| Rebgeshain               | Amtsgericht Schotten         | 1968   |        |                     |
| Reichlos                 | Amtsgerichtsbezirk Herbstein | 1957   |        |                     |
| Reinhards                | Amtsgericht Schlüchtern      | 1972   |        |                     |
| Reuters                  | Landgericht Lauterbach       | 1879   |        |                     |
| Rimbach                  | Amtsgericht Schlitz          | 1957   |        |                     |
| Rimlos                   | Landgericht Lauterbach       | 1879   |        |                     |
| Rixfeld                  | Amtsgerichtsbezirk Herbstein | 1957   |        |                     |
| Rudlos                   | Landgericht Herbstein        | 1879   |        |                     |
| Salz                     | Amtsgerichtsbezirk Herbstein | 1957   |        |                     |
| Sandlofs                 | Amtsgericht Schlitz          | 1957   |        |                     |
| Schadges                 | Amtsgericht Herbstein        | 1888   |        |                     |
| Schlechtenwegen          | Amtsgerichtsbezirk Herbstein | 1957   |        |                     |
| Schlitz                  | Amtsgericht Schlitz          | 1957   |        |                     |
| Sickendorf               | Landgericht Lauterbach       | 1879   |        |                     |
| Steinfurt                | Amtsgerichtsbezirk Herbstein | 1957   |        |                     |
| Stockhausen              | Amtsgericht Herbstein        | 1888   |        |                     |
| Udenhausen               | Landgericht Alsfeld          | 1879   | 1948   | Amtsgericht Alsfeld |
| Üllershausen             | Amtsgericht Schlitz          | 1957   |        |                     |
| Ützhausen                | Amtsgericht Schlitz          | 1957   |        |                     |
| Ulrichstein.             | Amtsgericht Schotten         | 1968   |        |                     |
| Unter-Schwarz            | Amtsgericht Schlitz          | 1957   |        |                     |
| Unter-Seibertenrod       | Amtsgericht Alsfeld          | 1973   |        |                     |
| Unter-Wegfurth           | Amtsgericht Schlitz          | 1957   |        |                     |
| Vaitshain                | Amtsgerichtsbezirk Herbstein | 1957   |        |                     |
| Volkartshain             | Amtsgerichtsbezirk Herbstein | 1957   |        |                     |
| Wallenrod                | Landgericht Lauterbach       | 1879   |        |                     |
| Weidenau (Freiensteinau) | Amtsgericht Fulda            | 1972   |        |                     |
| Wernges                  | Landgericht Lauterbach       | 1879   |        |                     |
| Willofs                  | Amtsgericht Schlitz          | 1957   |        |                     |
| Wohnfeld                 | Amtsgericht Alsfeld          | 1973   |        |                     |
| Wünschen-Moos            | Amtsgerichtsbezirk Herbstein | 1957   |        |                     |
| Zahmen                   | Amtsgerichtsbezirk Herbstein | 1957   |        |                     |

## Weitere Entwicklung
Am 1. Januar 1888 kamen mit Schadges und Stockhausen zwei weitere Orte aus dem Bezirk des Amtsgerichts Herbstein zum Amtsgericht Lauterbach. Am 1. Mai 1948 wurde Udenhausen dem Amtsgerichtsbezirk Alsfeld zugeteilt.
Mit Wirkung vom 1. November 1949 wurde der Amtsgerichtsbezirk Lauterbach vom Landgerichtsbezirk Gießen abgetrennt und dem neu errichteten Landgerichtsbezirk Fulda zugeteilt. Am 1. Juli 1957 wurden die Amtsgerichte Herbstein und Schlitz endgültig – nachdem sie dies schon zu Ende des Zweiten Weltkrieges vorübergehend gewesen waren – zu Zweigstellen des Amtsgerichts Lauterbach (siehe Übersicht)
Am 1. Juli 1968 vergrößerte sich der Sprengel des Lauterbacher Gerichts um Orte, die zum gleichzeitig aufgehobenen Amtsgericht Schotten gehört hatten (siehe Übersicht).
Infolge der Gebietsreform in Hessen kamen eine Reihe weiterer Dörfer zum Amtsgericht Lauterbach:
- zum 29. September 1972 die nach Freiensteinau eingemeindeten Ortsteile Reinhards vom Amtsgericht Schlüchtern und Weidenau (Freiensteinau) vom Amtsgericht Fulda[7] und
- zum 1. Juli 1973 nach Ulrichstein eingemeindete Ortsteile vom Amtsgericht Alsfeld[8] (siehe Übersicht).

Am 1. Januar 2005 wurde das Amtsgericht Lauterbach als Vollgericht aufgehoben und Zweigstelle des Amtsgerichts Alsfeld. Als Zweigstelle des Amtsgerichts Alsfeld war das Gericht in Lauterbach zuständig für die Gemeinden Freiensteinau, Grebenhain, Herbstein, Lauterbach, Lautertal (Vogelsberg), Schlitz, Ulrichstein und Wartenberg in allen Gerichtssachen mit Ausnahme von Gerichtsverwaltungs-, Familien-, Insolvenz-, Handels-, Genossenschafts-, Partnerschafts-, Schöffen- und Jugendschöffensgerichtssachen.
Am 1. Januar 2012 wurde es auch als Zweigstelle geschlossen.

## Gerichtsgebäude
Das Gebäude des Amtsgerichts befand sich seit 1962 in der Königsberger Straße 8. In dem unscheinbaren Bau ist der Gerichtssaal mit drei hochformatigen Wandgemälden von Ewald Christian Tergreve ausgestattet. Der Saal steht als Sachteil mit seiner originalen Einrichtung und der künstlerisch anspruchsvollen Wandgestaltung wegen seiner kulturgeschichtlichen und künstlerischen Relevanz aufgrund des Hessischen Denkmalschutzgesetzes unter Denkmalschutz.

## Richter
- Ludwig Ludwig, Amtsrichter 1883 bis 1889[14]